# テックフォルテ各務原
テックフォルテ各務原（-かかみがはら）は、岐阜県各務原市各務山1丁目にある工業団地。

## 概要
各務原市の山での一つである各務山は、1970年代から採石が行われおり中心部と東を除いて山は消滅している。各務原市はこの各務山が採石で消滅して得られる約100haの土地を整備していく基本構想を計画。各務山を6つの区域（工区）に分け、採石が終了した西端の1工区を各務原市土地開発公社によって事業化。1工区（約17ha）を工業団地（仮称：各務山工業団地）として整備することとなる。
2021年（令和3年）5月に（仮称）各務山工業団地1工区1期の造成、関連工事を開始。5区画、約8haを分譲。2022年（令和4年）に各務山工業団地の仮称から正式名称がテックフォルテ各務原となる。その後、テックフォルテ各務原1工区II期分について1区画、約3haを分譲。
テックフォルテ各務原の完成により、新たな地名として「各務山一丁目」が設置されている。

## 主な進出企業
※稼働前も含む
- ムトー精工[5]
- アダチ製菓[6]
- フジミインコーポレーテッド

## 各務山（地名）
各務山（かかみやま）は、岐阜県各務原市の地名。現行行政町名は各務山一丁目。

### 地理
各務原市の東部の鵜沼地区に位置する。町域の東部は各務西町、各務山の前町、西部は各務西町、各務山の前町、南部は各務山の前町、北部は各務西町に接する。

### 歴史
2023年（令和5年）1月、テックフォルテ各務原1工区に該当する地域（各務西町四丁目の一部及び各務山の前町一丁目の一部）をもって、各務山1丁目となる。